# Tulp
Tulp (Tulipa) is een geslacht van eenzaadlobbige planten uit de leliefamilie (Liliaceae). Tulpen werden in de westelijke wereld geïntroduceerd door de Weense ambassadeur voor Turkije, Ogier Gisleen van Busbeke, die over de bloemen schreef die hij in 1551 in het Turkse Edirne had gezien. Later zond hij enkele zaden ervan naar Oostenrijk.
De aankomst van een vracht tulpenbollen vanuit Turkije in 1562 in Antwerpen betekende het begin van de Europese tulpenteelt. De eerste gedocumenteerde exemplaren werden door Carolus Clusius geplant in de door hem vanaf 1593 geleide Hortus botanicus Leiden. De bostulp (Tulipa sylvestris) is de enige soort die in Nederland in het wild voorkomt en is ingeburgerd vanaf de 19e eeuw. Het merendeel van de gekweekte vormen van de tulp zijn afgeleid van Tulipa gesneriana.
Ottomaanse sultans droegen een tulp op hun tulband als symbool. De naam tulp is zo afkomstig van het Perzische woord "doelband" (دولبند) dat tulband betekent.

## Oorsprong
Tulpen komen oorspronkelijk uit Centraal-Azië, waarschijnlijk uit het gebied dat bekend is komen te staan als Kazachstan. Het verspreidingsgebied van het genus strekt zich uit van het Iberisch schiereiland door Noord-Afrika tot aan Griekenland, de Balkan, Turkije, het Midden-Oosten, Syrië, Israël, Libanon, Jordanië, Iran, Oekraïne, het zuiden van Siberië, Mongolië en het noordwesten van China.
De grootste diversiteit wordt echter aangetroffen in drie bergketens in Centraal-Azië: de Pamir, de Tiensjan en Hindoekoesj. Het klimaat in deze drie berggebieden wordt gekenmerkt door een koude winter waardoor vernalisatie kan optreden, een lange lente met koude nachten en een droge zomer. Een dergelijk klimaat is ideaal voor tulpen.

## Gekweekte tulpen

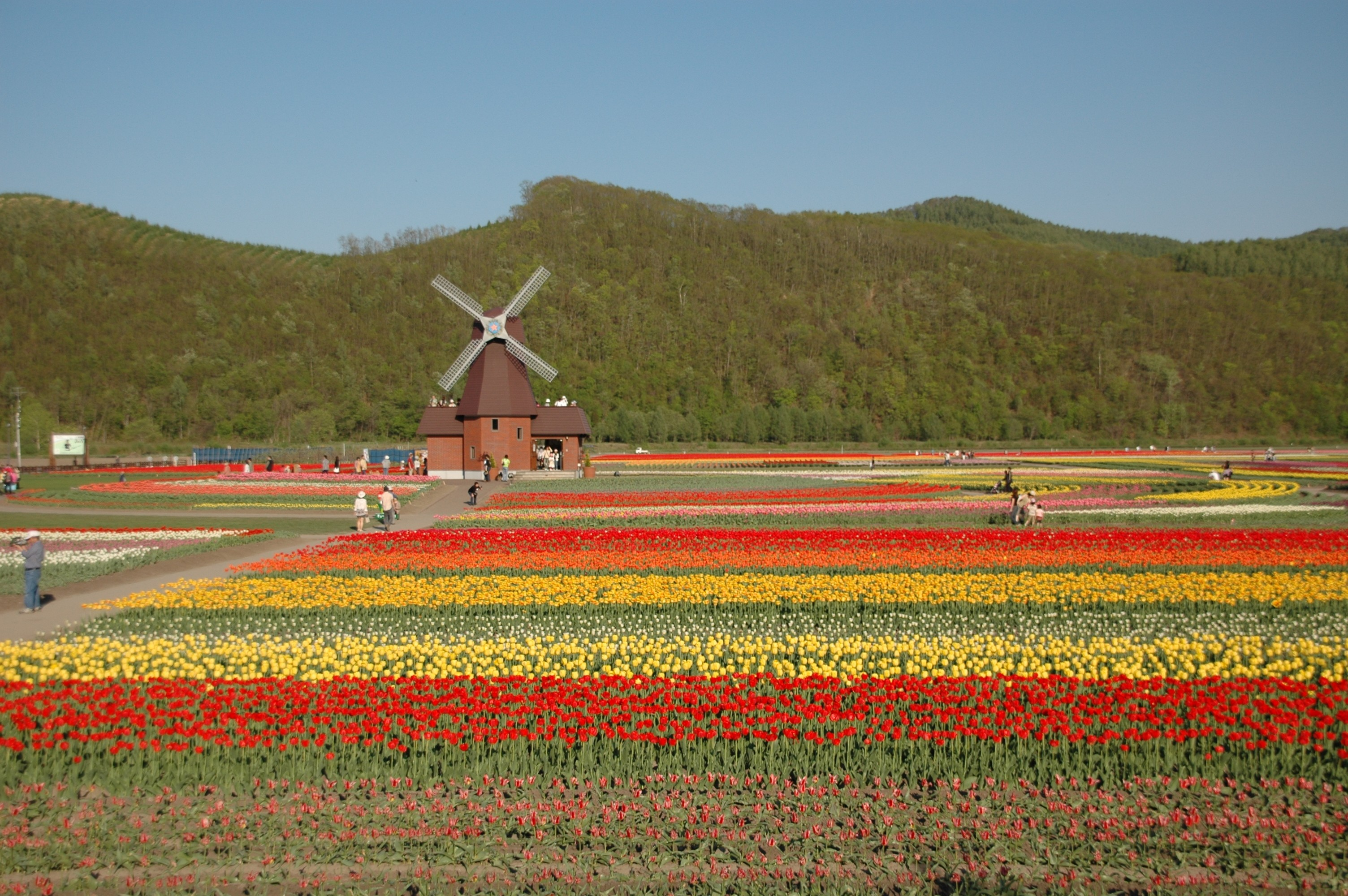
Tulpenveld in Japan naar Nederlands voorbeeld

Tulpen hebben een koude nacht en een koude winter nodig om te kunnen groeien, waardoor ze niet in een warm klimaat gekweekt kunnen worden.
Het kweken van nieuwe bollen gebeurt door in het najaar (oktober en november) tulpenbollen te planten. De knoppen tussen de bolrokken van deze bollen groeien uit tot nieuwe bollen waarbij de oude bol gebruikt wordt als voedsel. De knop die naast het groeipunt zit, de zogenaamde a-knop, groeit uit tot een grote bol die te verkopen is voor bloemproductie of direct aan de consument. De geplante bol bevat naast de a-knop, tussen zijn bolrokken nog meer kleine groeiknoppen, de zogenaamde b-, c-, d- en e-knoppen, die uitgroeien tot kleine bolletjes (klisters). Deze klisters zitten aan de grote bol vast, en worden in de zomer tijdens het pellen (de wortels en oude huid van de bol verwijderen) van de grote bol afgehaald. In het volgende najaar worden ze geplant op het land om uit te groeien tot grote bollen. Op deze manier houdt men een partij tulpen in stand: de grote bollen worden gebruikt voor bloemproductie of direct verkocht aan de consument en de kleine bollen worden geplant in het najaar. Ruim 75% van de gekweekte tulpenbollen is bestemd voor bloemproductie in binnen- of buitenland. De rest wordt als bloembol verkocht aan de consument of belandt in parken en openbare tuinen.
De bloeiperiode loopt van april tot in juni. Een speciaal type gekweekte tulpen zijn de 'botanische tulpen' (ook wel wilde tulpen genoemd), tulpen met een korte steel die ook de jaren na het pootjaar weer uitkomen.
De tulp kent veel mutaties die nieuwe kleuren en variaties geven. Deze gemuteerde tulpen waren vroeger heel waardevol, omdat ze een nieuwe lijn voor de kweek mogelijk maakten met interessante nieuwe kleuren. Kwekers kunnen ook nieuwe kleuren maken door tulpen te kruisen.
Sommige kweekvormen, cultivars, zijn gestreept of gevlekt van kleur. Deze effecten ontstaan door een virusinfectie van de bloembol en worden niet op een nieuwe generatie overgedragen als die uit zaad wordt grootgebracht.
Verscheidene cultivars zijn vernoemd naar bekende personen of zaken.
In de omgeving van Grengiols in het Zwitserse kanton Wallis komt Tulipa grengiolensis voor, een waarschijnlijke afstammeling van een gekweekte tulp. Deze soort is vernoemd naar de gemeente. De precieze afstamming is nog onduidelijk.

## Tulpen in België
De eerste tulpenbollen in West-Europa kwamen in 1562 in Antwerpen aan. Het verhaal doet de ronde dat een koopman deze aantrof tussen een lading Turkse stoffen. Denkende dat het uien waren, proefde hij er enkele. Omdat de smaak tegenviel verwees hij de resterende bollen naar de compost, waar er het jaar nadien tulpen bloeiden.
Tot het midden van de 20ste eeuw was de tulpenkweek en -pluk de belangrijkste economische activiteit in de grensstreek tussen de stad Antwerpen en de Nederlandse grens. (Nu district Berendrecht-Zandvliet-Lillo). Een aantal Nederlandse telers kwamen rond naar de polderstreek rond Zandvliet. De iets zuidelijker ligging zorgde voor wat eerder bloeiende bloemen. Johan Eyking (bijnaam: Jan Bol) uit Beverwijk had zowel plantages in Roosendaal als in Zandvliet. Later volgden nog Petrus de Goede en Louis Eestermans. Rond de Tweede Wereldoorlog waren deze bloemvelden een toeristische trekpleister. Door onteigeningen voor havenuitbreidingen verdwenen vanaf de jaren 1960 de tulpenvelden.

## Tulpen in Nederland

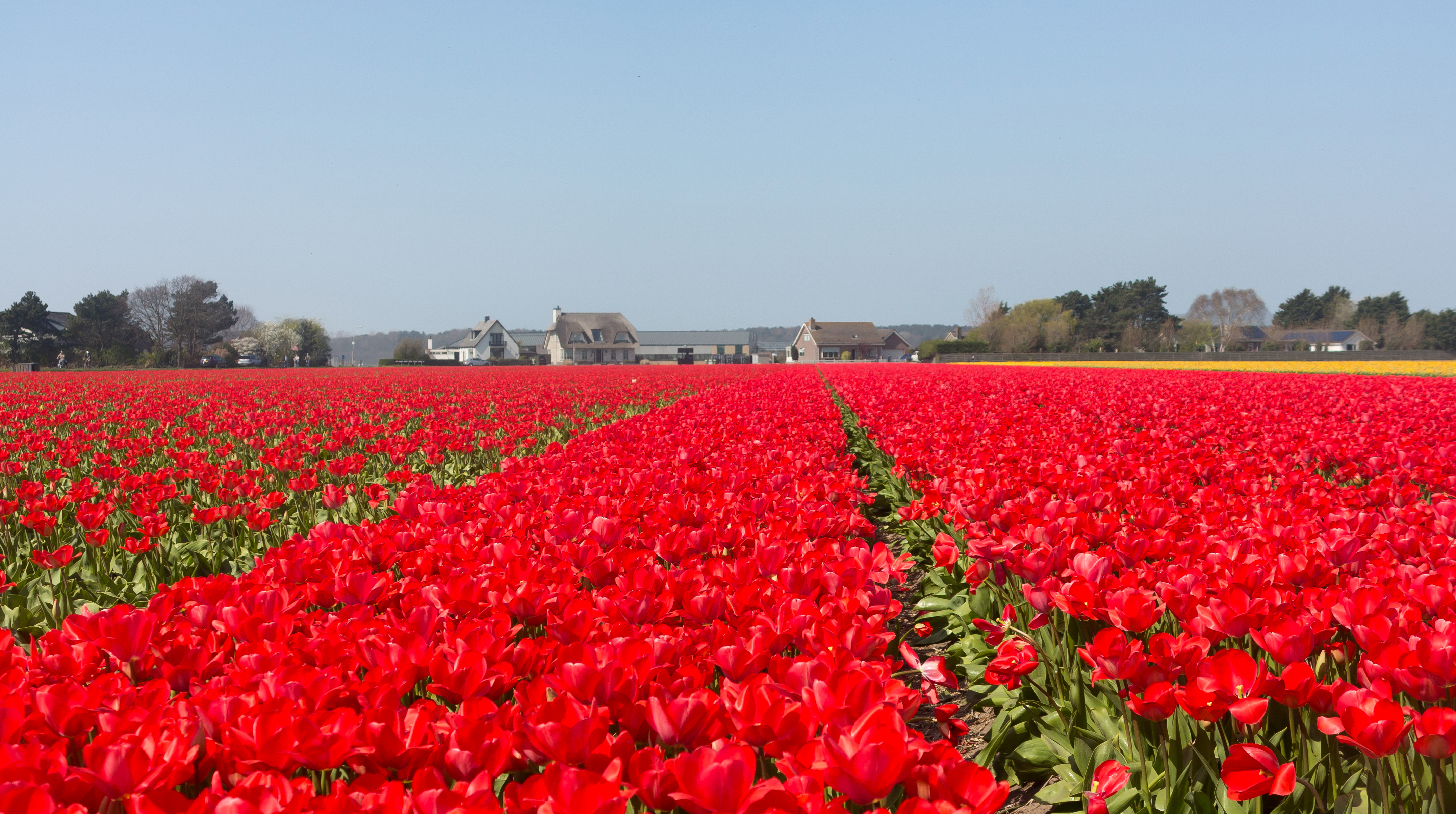
Tulpenveld in Noordwijkerhout

Nederland is beroemd om zijn gecultiveerde tulpen en is een van de belangrijkste exportlanden van tulpen en tulpenbollen. Traditioneel wordt in de lente in de Keukenhof in Lisse een expositie gemaakt van miljoenen tulpen, die vooral door toeristen wordt bezocht. Daarnaast komen er veel toeristen om naar de tulpenvelden te kijken. Het bekendst zijn de meer traditionele velden langs de duinen van Zuid-Holland en de West-Friese polders. Het merendeel van de tulpen is echter te vinden in Flevoland, met name in de Noordoostpolder (ruim 2000 hectare). Ook in de Kop van Noord-Holland (omgeving Breezand, Anna Paulowna en Julianadorp) en op het eiland Goeree-Overflakkee zijn er tulpenvelden te vinden.
In Limmen is de Hortus Bulborum gevestigd, de grootste genenbank ter wereld voor bolgewassen. In deze tuin staan ruim 3500 verschillende soorten tulpen, narcissen, hyacinten, en andere veelal historische voorjaarsbolgewassen.

### Tulpenmanie
In de 17e eeuw (circa 1630 - 1637) ontstond er in de Republiek der Zeven Verenigde Nederlanden rond de tulpenbol een bizarre tulpenmanie, ook wel "tulpenrage", "tulpengekte", "tulpomanie" of "bollengekte" genoemd: plotseling werden tulpenbollen speculatieve handelswaar. De gekte dreef de prijzen op tot exorbitante hoogte, zelfs tot de bol zijn gewicht in goud waard was. Er werden tulpen gekweekt in allerlei kleuren en door kunstschilders, zoals Nicolaes van Veerendael, op stillevens uitgebeeld. In deze periode zijn ook veel tulpentekeningen gemaakt.
De rage was eind 1636, begin 1637 op zijn hoogtepunt. In februari 1637 zakte de 'bollenmarkt' even plotseling in als zij ontstaan was. Veel bollenspeculanten bleven berooid achter.

## Tulpensoorten
Tot de soorten uit het geslacht Tulipa behoren onder andere:
- Tulipa albanica
- Tulipa biflora
- Tulipa gesneriana
- Tulipa suaveolens
- Tulipa sylvestris, de bostulp

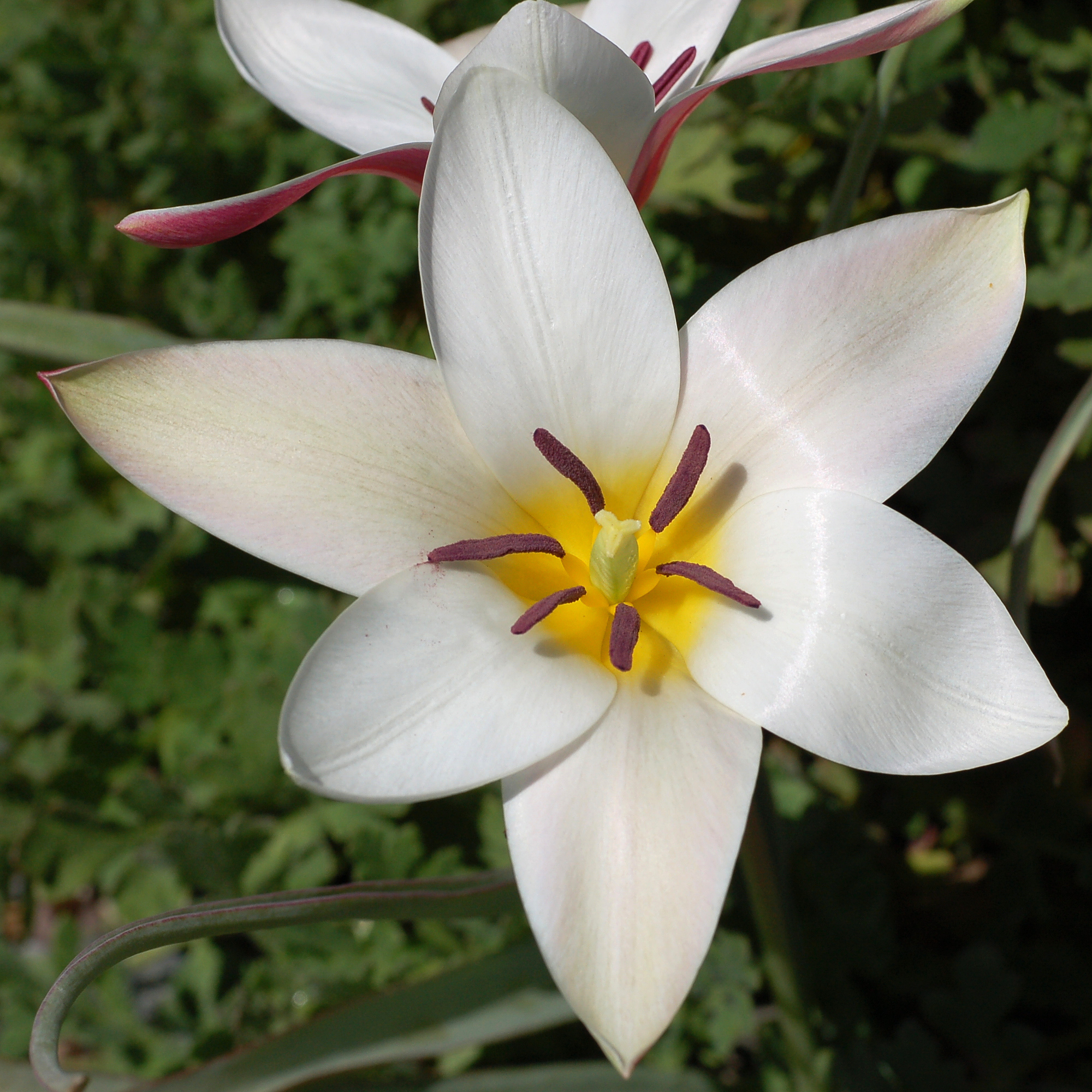
Tulipa clusiana 'Lady Jane'
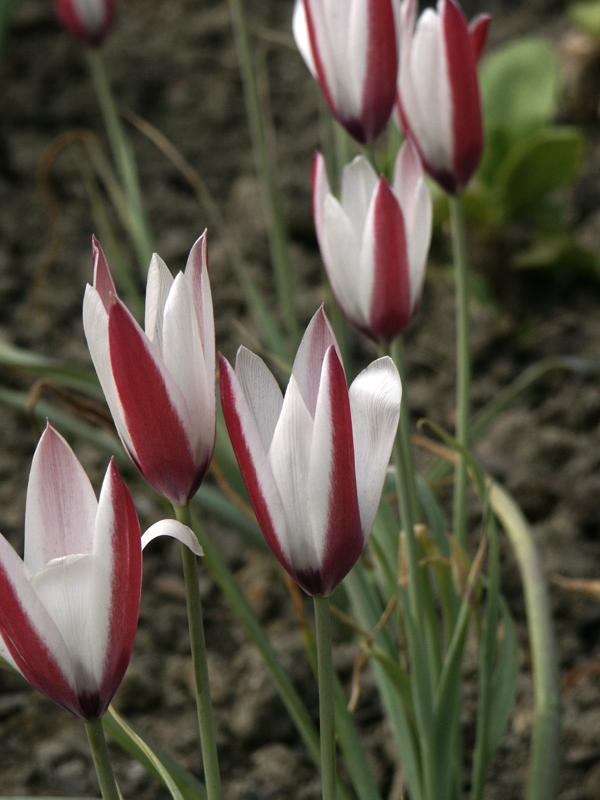
Tulipa clusiana 'Scott Zona'
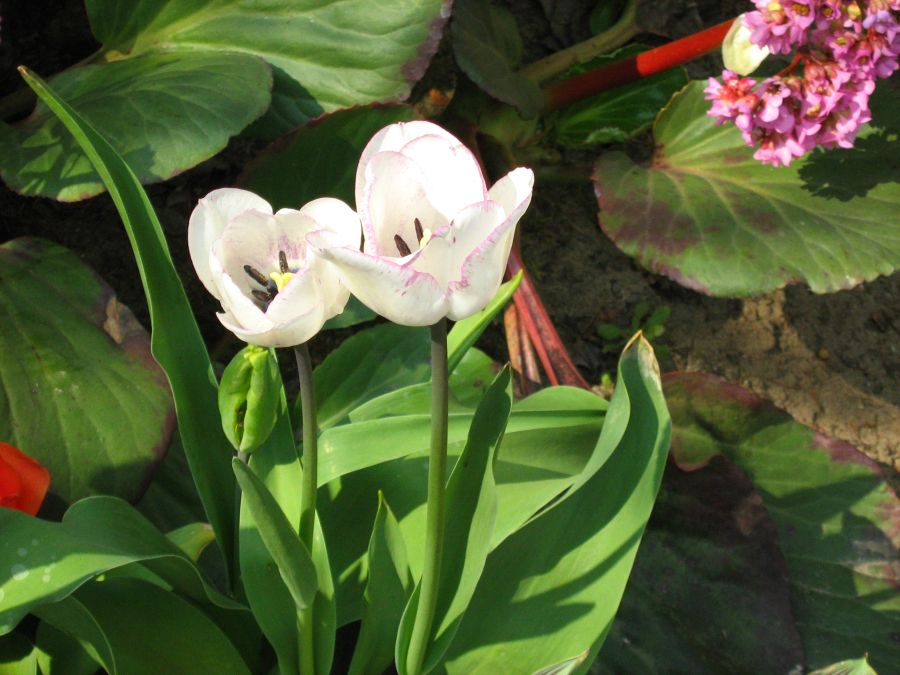
Tulipa butkovii
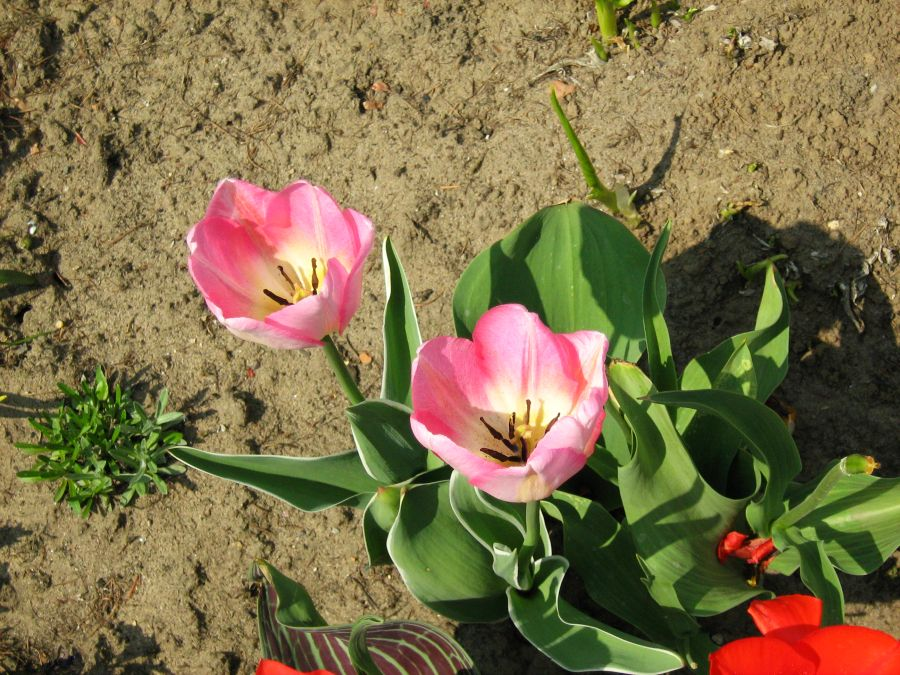
Tulipa florenskyi
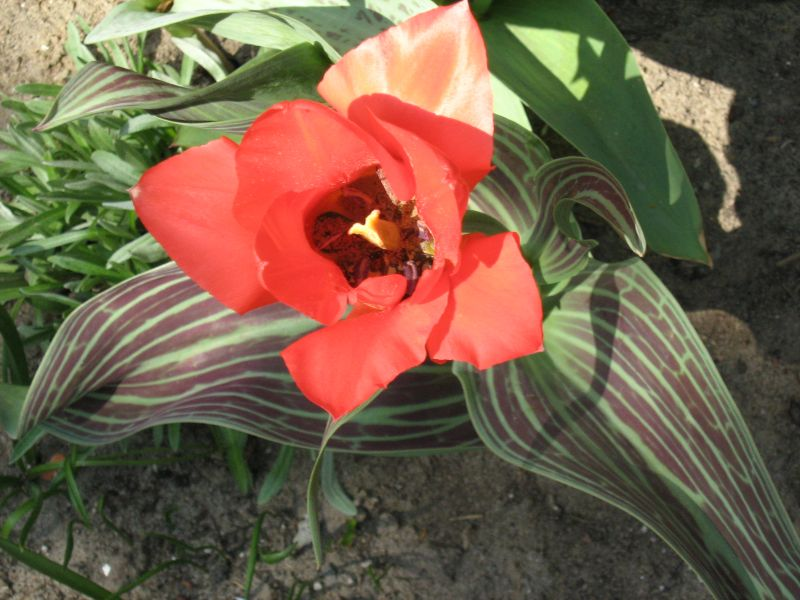
Tulipa greigii
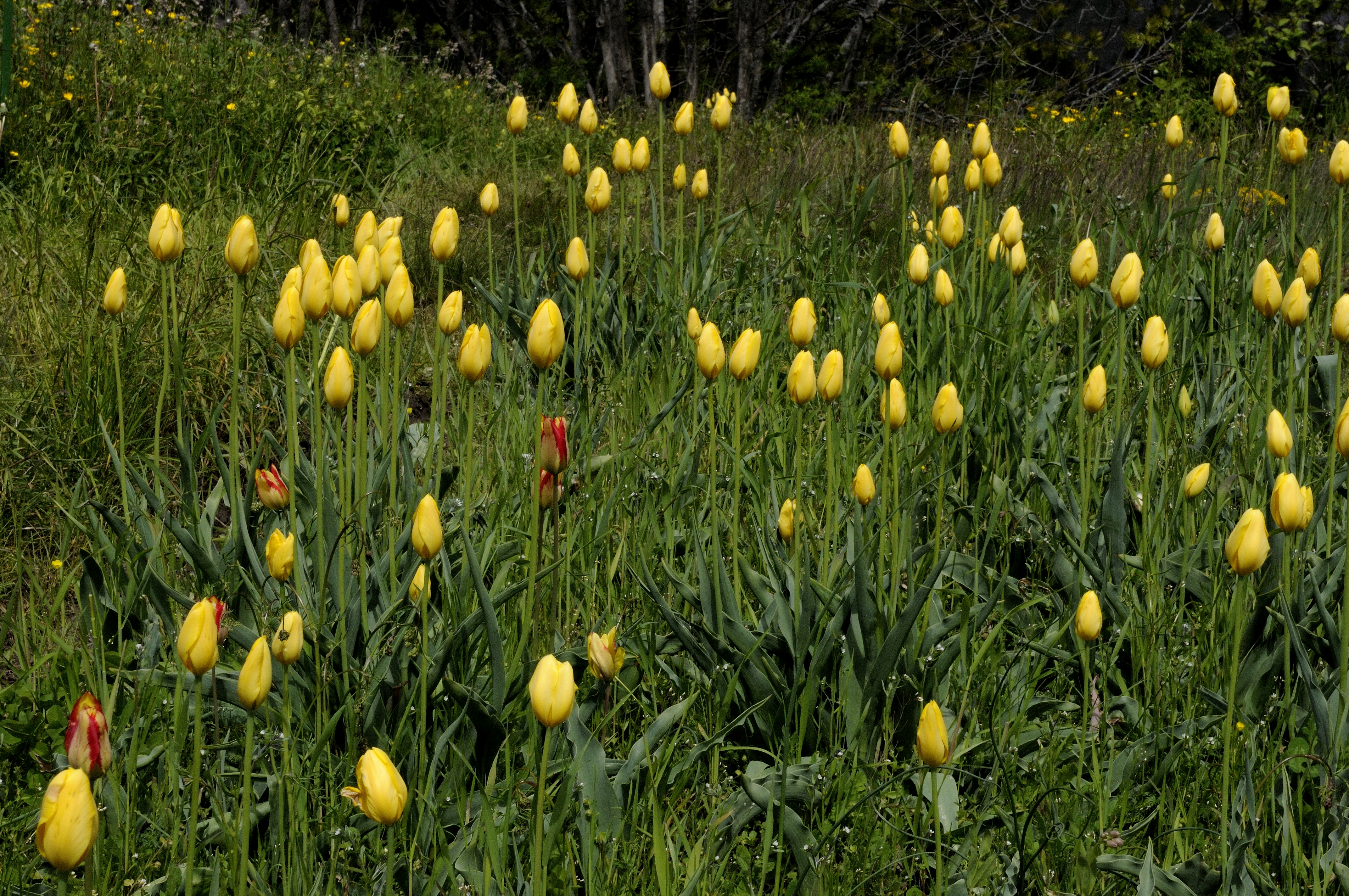
Tulipa grengiolensis
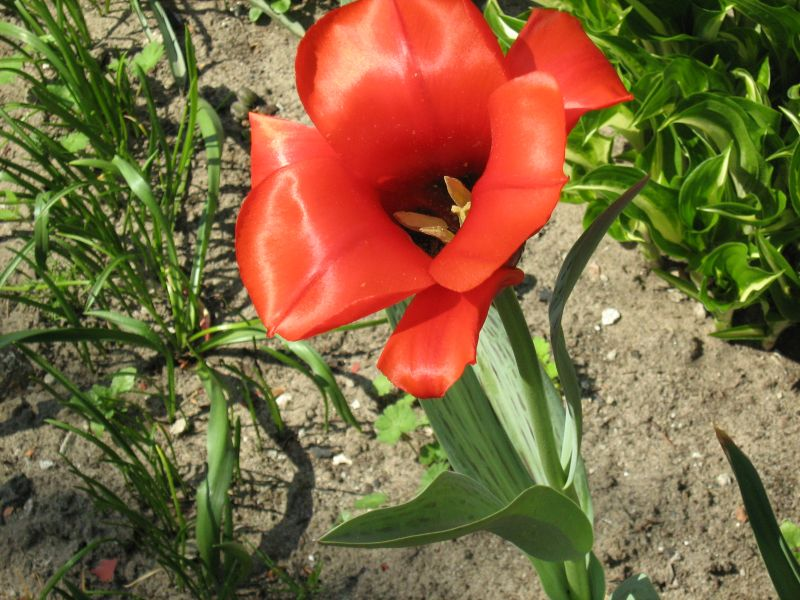
Tulipa kuschkensis
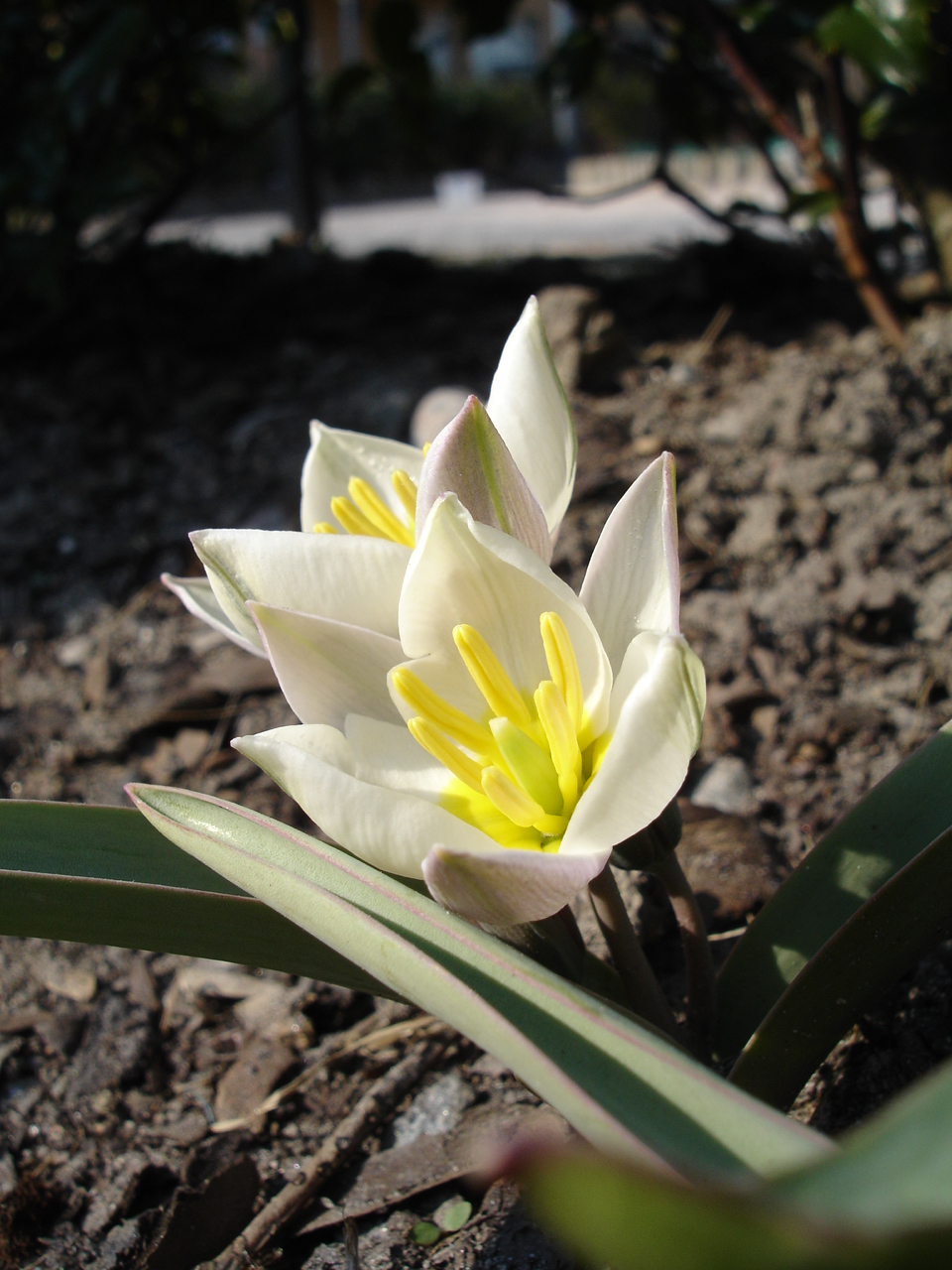
Tulipa polychroma
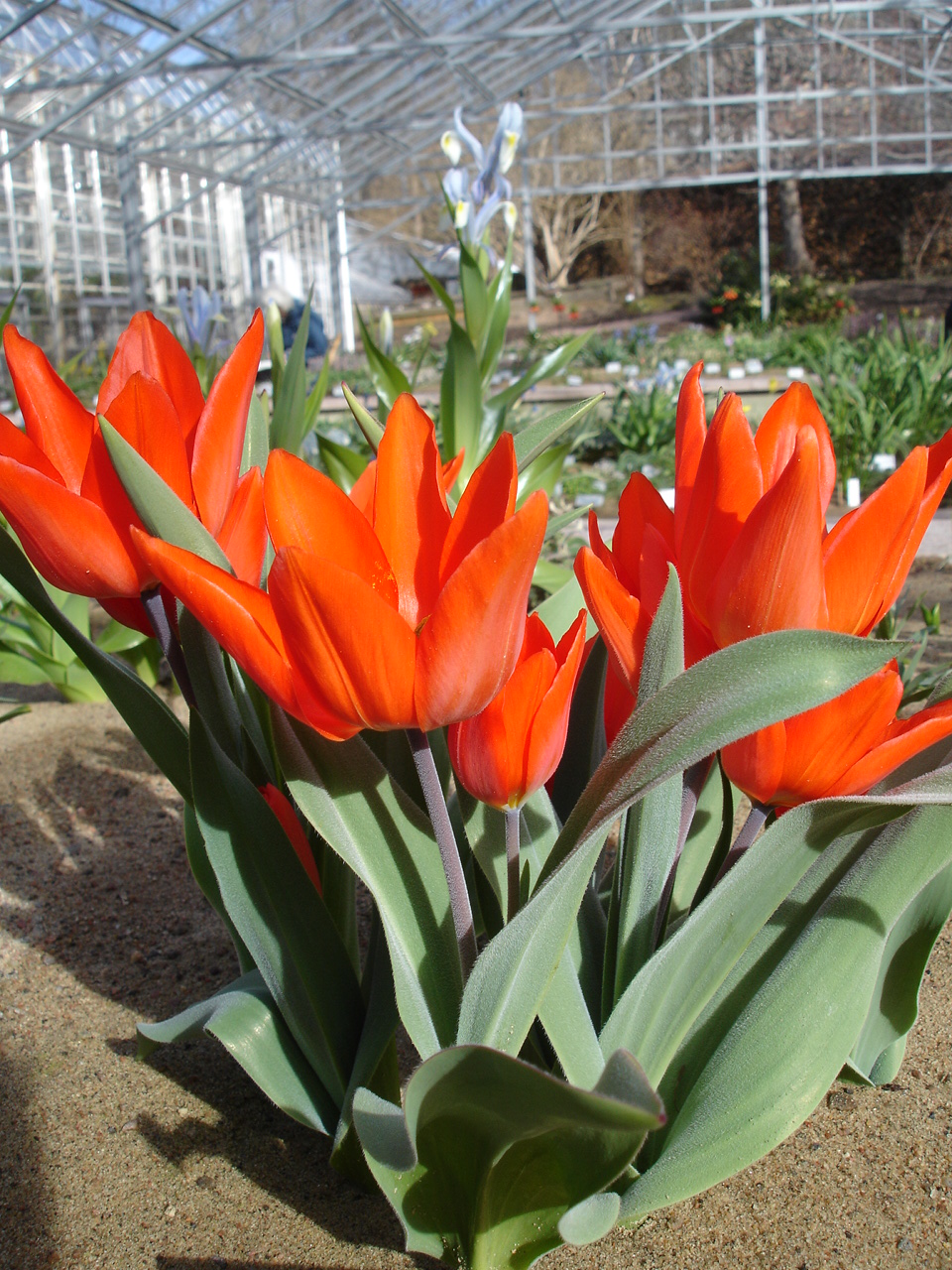
Tulipa praestans
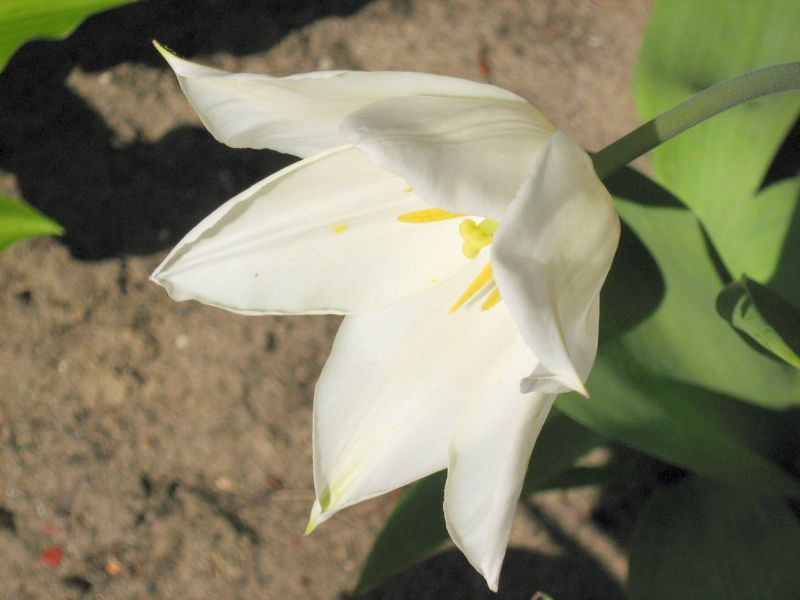
Tulipa taihangshanica
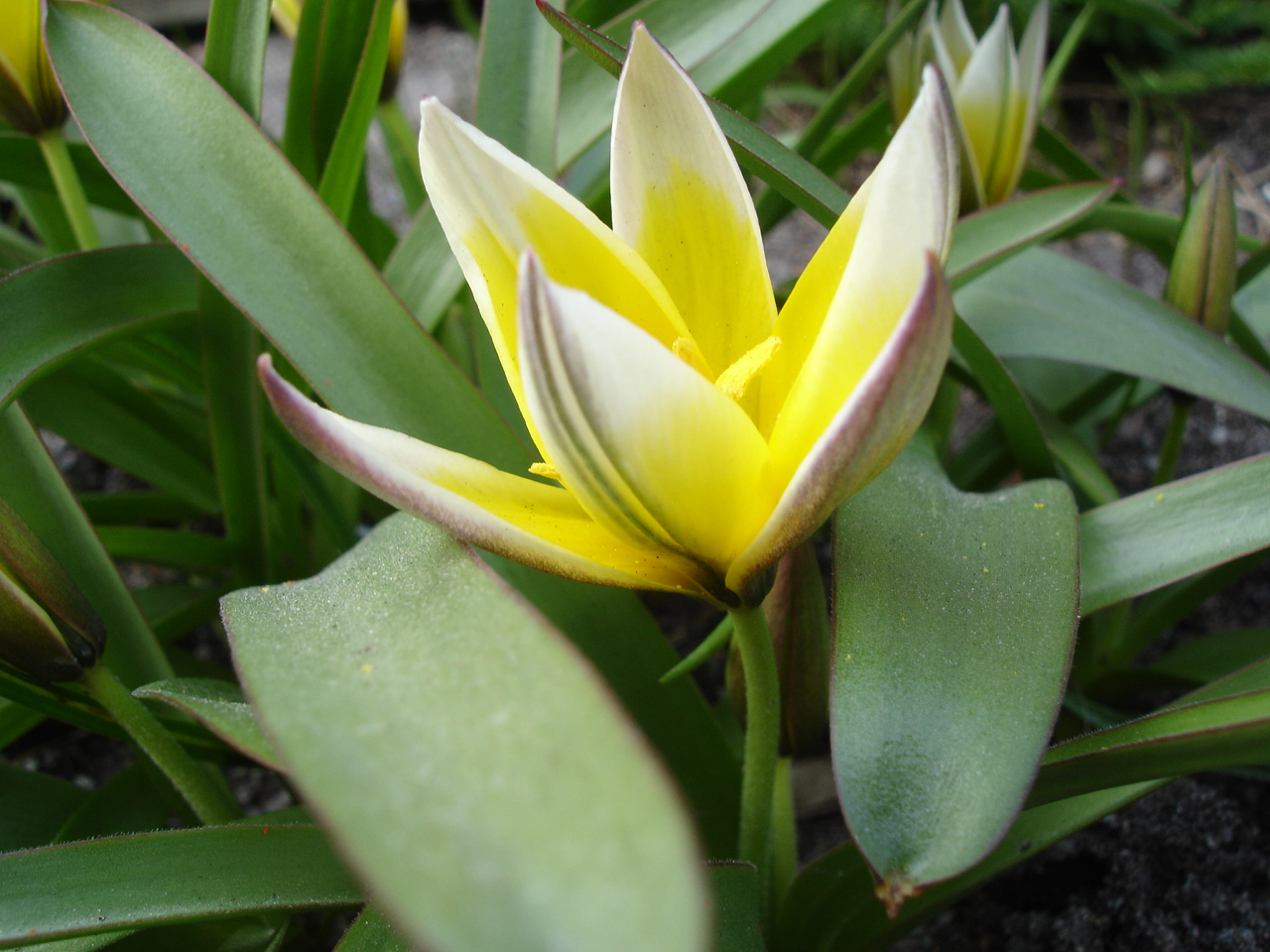
Tulipa tarda
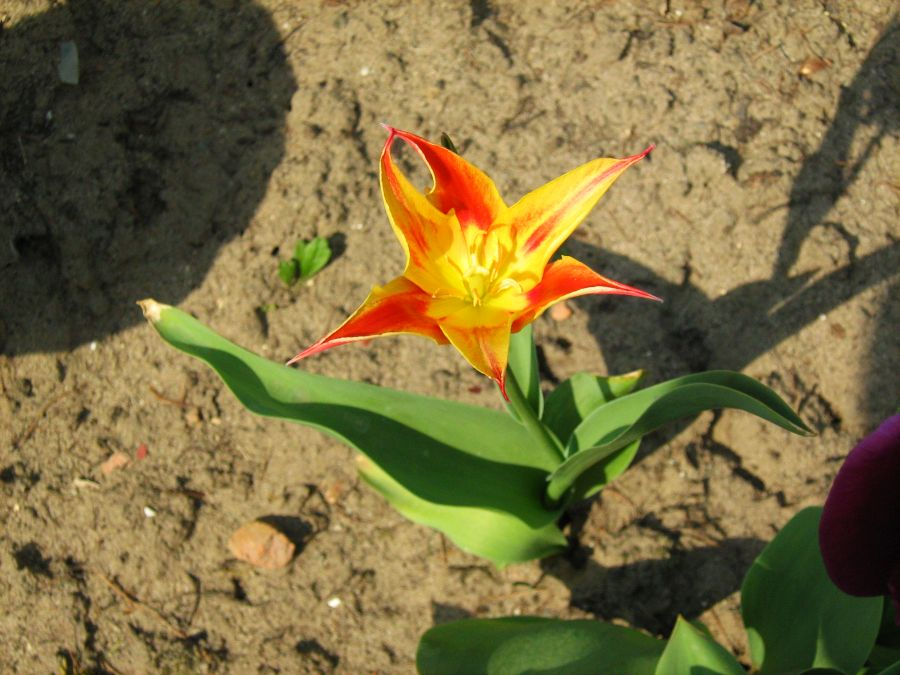
Tulipa tschimganica
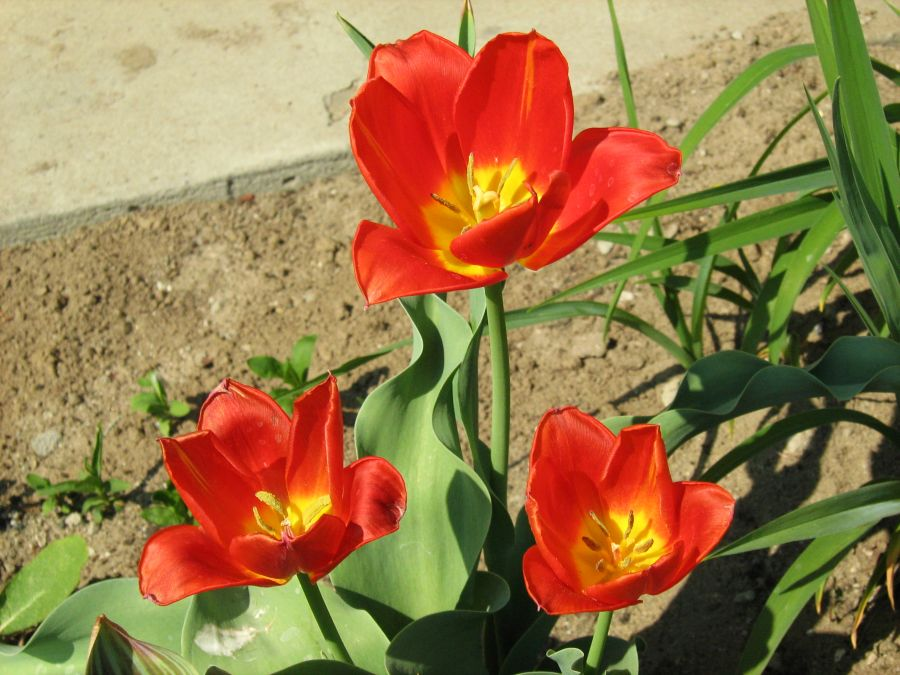
Tulipa wedenskyi
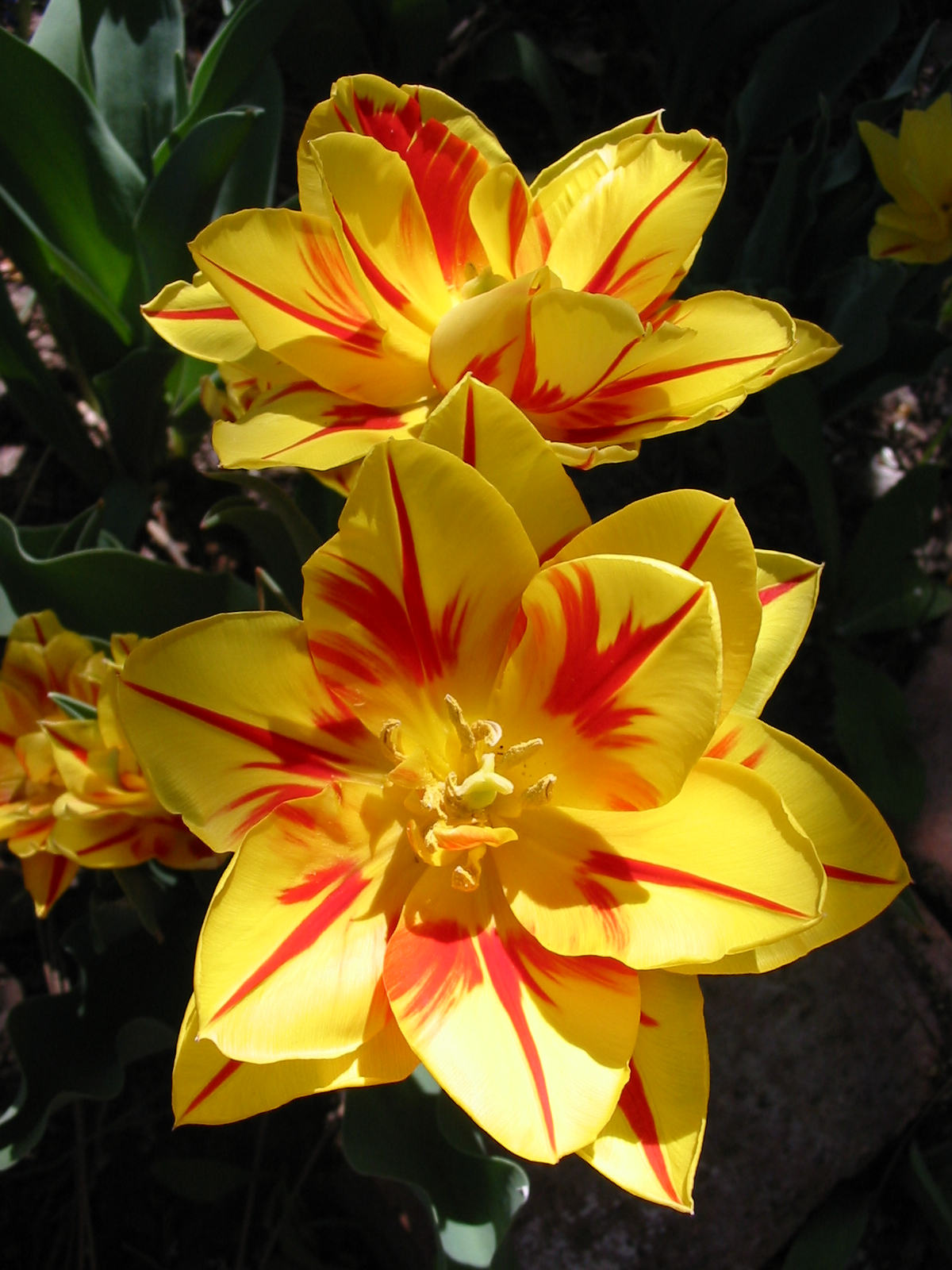
Dubbele tulp 'Monsella'